# (13562) Bobeggleton
(13562) Bobeggleton (1992 SF11) – planetoida z grupy pasa głównego asteroid okrążająca Słońce w ciągu 5,7 lat w średniej odległości 3,19 j.a. Odkryta 28 września 1992 roku.